# Інес Ріверо
Марі́я Іне́с Ріве́ро (ісп. María Inés Rivero; нар. 7 червня 1975, Кордова, Аргентина) — аргентинська супермодель, співачка та акторка.
Недовго була одружена з французьким артистом Алес Беззевілем, з яким розлучилася у 1998 році. Зараз одружена з кубинським фінансистом Хорхе Мора. У 2001 році народила в цьому шлюбі дитину.

## Кар'єра
В моделінгу дебютувала в 14 років, почавши брати участь у місцевих невеликих показах мод. Представник відомого модельного агентства помітив Інес, коли їй було 16, і рік потому вона стала переможницею Elite «Elite Model Look» в Аргентині. У 19 років переїхала до Парижа.
Інес Ріверо представляла такі бренди, як «Badgley Mischka», «Bourjoise», «Chanel», «Fendi», «Giorgio Armani», «H&M», «HIS Jeans», «John Galliano», «Valentino», «Lanvin», «Alexander McQueen», «Carolina Herrera», «Christian Dior», «Christian Lacroix» і «Vera Wang».
Її обличчя з'являлося на обкладинках журналів «ELLE», «Glamour» і «Vogue». Була однією з «ангелів» Victoria's Secret.
Покинувши модельний бізнес, Марія Інес Ріверо записала музичний альбом «Hasta Siempre», який включав сингл про знаменитого аргентинця Че Гевару, який став хітом в Аргентині. У 1998 році Енріке Іглесіас запросив її знятися в кліпі «Esperanza».
Інес Ріверо також виконала епізодичну роль у фільмі «Диявол носить Prada».